# 今宵多珍重 (电影)
《今宵多珍重》是2020年台湾与新加坡合拍的悬疑惊悚剧情片，由彭文淳执导兼编剧，陈传多、南苗、张子蕾、陈一心、向雲和鄭斌輝出演。影片于2020年11月5日在金馬國際影展全球首映，获最佳攝影和最佳造型設計提名；2021年4月29日在新加坡上映。
影片代表新加坡参与第94届奥斯卡金像奖最佳国际电影奖角逐。

## 梗慨
1960年代的新加坡，一位家庭医生从报纸上得知自己深爱的小明星顾影遇害，决定解开她死亡的真相。

## 阵容
- 陈传多
- 南苗
- 张子蕾
- 陈一心
- 向雲
- 鄭斌輝

## 奖项与提名
| 大奖         | 奖项         | 获得者 | 结果 | 参考  |
| ------------ | ------------ | ------ | ---- | ----- |
| 第57屆金馬獎 | 最佳攝影     | 彭文淳 | 提名 | [ 5 ] |
| 第57屆金馬獎 | 最佳造型設計 | 林少芬 | 提名 | [ 5 ] |